# 第54機械化旅 (烏克蘭)
第54伊万·马泽帕盖特曼独立機械化旅（烏克蘭語：54-та окре́ма механізо́вана брига́да і́мені гетьма́на Іва́на Мазе́пи，缩写作 ）是烏克蘭陆军的一個旅，隸屬於烏克蘭東部作戰司令部。 該旅位於巴赫穆特，成立於2014年。該旅參与了頓巴斯戰爭和俄羅斯入侵烏克蘭的战斗。

## 歷史
在2016年12月18日至22日，第54機械化旅參与了斯維特洛達爾西克戰役。 戰鬥始於親俄分裂分子對第54機械化旅的陣地发起进攻。該旅向側翼进行反擊，更奪取了新的陣地。在戰鬥中，該旅有9名士兵陣亡，35人受傷。 當時的新聞報導稱這场战斗是過去五個月來最血腥的一场。
据报格魯吉亞軍團原本在第54機械化旅的指揮下在烏克蘭東部作戰。但在2017年12月，軍團宣布從該旅撤出，因为該旅於2017年12月16日在斯維特洛達爾斯克附近的戰鬥为惨胜，指责該旅的指揮無能。可第54機械化旅否認他們的部隊中曾經出现過“格魯吉亞軍團”。
在2018年1月，軍團指揮官馬穆拉什維利 （Mamulashvili）表示，軍團仍然参与烏克蘭的战事，並已轉移到另一個旅。 他補充說，該決定與米哈伊爾·薩卡什維利 (Mikhail Saakashvili) 和 烏克蘭總統彼得·波洛申科 之間的政治衝突無關。
在2018年5月5日，第54機械化旅第25步兵營某支部隊在一次突襲中俘虜了一名俄軍第7摩托化旅第3營士兵。
在2018年6月15日，第54機械化旅從反恐行動區返回。在此之前，他們在斯維特洛達爾斯克戰鬥了八個月。在輪換期間，还擊落了170台与亲俄组织的戰鬥機和 19 件物資，摧毀三個敵人陣地，並奪回了兩個陣地。
在2019年7月中旬，第54旅在頓巴斯摧毀了一個敌方軍事基地。這次襲擊持續了12分鐘，摧毀了许多軍事裝備，却造成20名士兵死亡，11人受傷。
在2020年5月6日，第54機械化旅被授予“伊凡·馬澤帕”榮譽稱號。
在2022年12月6日，該旅被總統令授予为了勇氣和勇敢勳章。

## 结构
截至2017年，該旅的結構如下：
- 第 54 機械化旅, 巴赫穆特
  - 本部連
  - 第1機械化營
  - 第2機械化營
  - 第3機械化營
  - 坦克營
  - 第25摩托化步兵營“基輔羅斯”
  - 第46摩托化步兵營“頓巴斯-烏克蘭”
  - 旅砲兵群
    - 目标偵测連
    - 自走火砲營（2S3「相思」自走砲）
    - 自走火砲營（2S1「康乃馨」自走砲 ）
    - 火箭砲兵營 (BM-21火箭炮)
    - 反坦克砲兵營（T-12反坦克炮）

  - 防空導彈砲兵營
  - 工兵營
  - 維修營
  - 後勤營
  - 偵察連
  - 狙擊連
  - 電子作戰連
  - 信號連
  - 雷達連
  - CBRN-防禦連
  - 醫療連